# 佐賀記念
佐賀記念（さがきねん）は、佐賀県競馬組合が佐賀競馬場で施行する地方競馬の重賞競走（ダートグレード競走）である。格付けはJpnIII。農林水産大臣賞が提供されているため、正式名称は「農林水産大臣賞典 佐賀記念（のうりんすいさんだいじんしょうてん さがきねん）」と表記される。

## 概要
佐賀競馬場が佐賀市から現在地（鳥栖市）へ移転した1973年に4歳（現3歳）限定の別定の佐賀限定の重賞競走、開設記念として創設、第1回は佐賀競馬場のダート1800mで施行された。翌年は施行されず、1975年に4歳（現3歳）・5歳（現4歳）限定のダート2000mに変更され、1976年にはまた施行されなかった。
1978年には出走条件が5歳（現4歳）以上に変更、翌年にダート2500mに距離変更を行った。
1992年は開設20周年記念としてこの年のみ西日本地区地方交流競走として施行したことを機にダート2000mに距離を戻し、1995年には中央・地方全国指定交流競走に指定され、中央競馬（JRA）および他地区所属馬が出走可能になり、1997年にはダートグレード競走施行によりGIII（統一GIII）に格付け、これを機に現在の佐賀記念に名称を、負担重量をグレード別定に変更、2000年には施行時期を6・7月から2月に移動した関係で施行されず、2001年には九州地方競馬限定グレードのKG1に格付けされた。なお、2008年より国際セリ名簿基準委員会(ICSC)の勧告により、格付け表記をそれぞれJpnIII・KJ1に改めている。
九州の地方競馬では、本競走とサマーチャンピオンの2競走しかダートグレード競走がなく、佐賀競馬としては大レースでもあるが、同時期に川崎記念（2023年まで）やフェブラリーステークス、サウジアラビアのサウジカップデー（サウジカップなど）があるため、佐賀競馬以外の一線級の馬はあまり出走しない。逆に、スマートファルコンやホッコータルマエはこれらGIを避けて賞金の加算を狙い、トップホースへの足掛かりとした。

### 条件・賞金（2025年）
出走条件
サラブレッド系4歳以上。中央競馬所属馬の出走枠は5頭。
- 九州大賞典、中島記念、雷山特別の優勝馬に優先出走権がある。

負担重量
グレード別定で、4歳55kg、5歳以上56kg、牝馬2kg減を基本に、本年2月1日より過去のGI・JpnI優勝馬は3kg、GII・JpnII優勝馬は2kg、GIII・JpnIII優勝馬は1kgの負担増となる（2歳時の成績は対象外）。
賞金額
1着3000万円、2着960万円、3着540万円、4着360万円、5着240万円、ダートグレード競走着外賞は6着90万円、7着60万円、8着30万円、9着以下20万円。
副賞
農林水産大臣賞、日本中央競馬会理事長賞、地方競馬全国協会理事長賞、日本馬主協会連合会長奨励賞、全国公営競馬主催者協議会会長賞、日本地方競馬馬主振興協会会長賞、佐賀県馬主会会長賞、佐賀県知事賞、佐賀県競馬組合管理者賞（調教師・騎手・厩務員・調教助手）。

### 過去の賞金額
中央競馬・地方競馬全国指定交流競走に指定された1995年以降
| 回数             | 総額賞金 （万円） | 1着賞金 （万円） | 2着賞金 （万円） | 3着賞金 （万円） | 4着賞金 （万円） | 5着賞金 （万円） |
| ---------------- | ----------------- | ---------------- | ---------------- | ---------------- | ---------------- | ---------------- |
| 第23回（1995年） | 5,400             | 3,000            | 1,050            | 600              | 450              | 300              |
| 第24回（1996年） | 5,400             | 3,000            | 1,050            | 600              | 450              | 300              |
| 第25回（1997年） | 5,400             | 3,000            | 1,050            | 600              | 450              | 300              |
| 第26回（1998年） | 5,400             | 3,000            | 1,050            | 600              | 450              | 300              |
| 第27回（1999年） | 5,400             | 3,000            | 1,050            | 600              | 450              | 300              |
| 第28回（2001年） | 5,400             | 3,000            | 1,050            | 600              | 450              | 300              |
| 第29回（2002年） | 5,100             | 3,000            | 1,050            | 600              | 300              | 150              |
| 第30回（2003年） | 5,100             | 3,000            | 1,050            | 600              | 300              | 150              |
| 第31回（2004年） | 5,100             | 3,000            | 1,050            | 600              | 300              | 150              |
| 第32回（2005年） | 5,100             | 3,000            | 1,050            | 600              | 300              | 150              |
| 第33回（2006年） | 5,100             | 3,000            | 1,050            | 600              | 300              | 150              |
| 第34回（2007年） | 5,100             | 3,000            | 1,050            | 600              | 300              | 150              |
| 第35回（2008年） | 4,500             | 3,000            | 900              | 300              | 180              | 120              |
| 第36回（2009年） | 4,500             | 3,000            | 900              | 300              | 180              | 120              |
| 第37回（2010年） | 4,500             | 3,000            | 900              | 300              | 180              | 120              |
| 第38回（2011年） | 3,750             | 2,500            | 750              | 250              | 150              | 100              |
| 第39回（2012年） | 3,450             | 2,300            | 690              | 230              | 138              | 92               |
| 第40回（2013年） | 3,450             | 2,300            | 690              | 230              | 138              | 92               |
| 第41回（2014年） | 3,450             | 2,300            | 690              | 230              | 138              | 92               |
| 第42回（2015年） | 3,450             | 2,300            | 690              | 230              | 138              | 92               |
| 第43回（2016年） | 3,450             | 2,300            | 690              | 230              | 138              | 92               |
| 第44回（2017年） | 3,450             | 2,300            | 690              | 230              | 138              | 92               |
| 第45回（2018年） | 3,450             | 2,300            | 690              | 230              | 138              | 92               |
| 第46回（2019年） | 3,450             | 2,300            | 690              | 230              | 138              | 92               |
| 第47回（2020年） | 3,450             | 2,300            | 690              | 230              | 138              | 92               |
| 第48回（2021年） | 3,450             | 2,300            | 690              | 230              | 138              | 92               |
| 第49回（2022年） | 3,450             | 2,300            | 690              | 230              | 138              | 92               |
| 第50回（2023年） | 4,800             | 3,000            | 900              | 480              | 240              | 180              |
| 第50回（2023年） | 5,100             | 3,000            | 960              | 540              | 360              | 240              |

## 歴史
- 1973年 - 佐賀競馬場のダート1800mの4歳（現3歳）限定の九州地区限定重賞競走、開設記念として創設。
- 1974年 - 開催中止。
- 1975年
  - 出走条件を4歳（現3歳）・5歳（現4歳）限定に変更。
  - 施行距離をダート2000mに変更。
- 1976年 - 開催中止。
- 1978年 - 出走条件を5歳（現4歳）以上に変更。
- 1979年 - 施行距離をダート2500mに変更。
- 1980年 - 1着入線のミスボレロが進路妨害により失格。
- 1982年 - 「開設10周年記念」の名称で施行。
- 1985年 - 古川哲也が騎手として史上初の連覇。
- 1992年
  - 開設20周年記念としてこの年のみ西日本地区交流競走として施行。
  - 施行距離をダート2000mに戻す。
- 1995年 - 中央・地方全国指定交流競走に指定。
- 1997年
  - ダート競走格付け委員会にGIII（統一GIII）に格付け。
  - 名称を佐賀記念に変更。
  - 負担重量をグレード別定に変更
- 2001年
  - 馬齢表示の国際基準への変更に伴い、出走条件が「5歳以上」から「4歳以上」に変更。
  - 九州限定グレードKG1に格付け。
- 2002年
  - ミツアキサイレンスが史上初の連覇。
  - 川原正一が騎手として2人目の連覇。
- 2007年 - サイレントディールが2分07秒4のコースレコードで優勝。
- 2008年 - チャンストウライが2分06秒7のコースレコードで優勝。
- 2009年
  - JRA所属馬の出走枠が4頭から5頭に、九州地区以外の所属馬の出走枠が4頭から3頭にそれぞれ変更。
  - 売得金3億2700万円は同競走の最高売上記録となった。
- 2011年
  - メテオロロジストが2分6秒0のコースレコードで優勝。
  - 武豊が騎手として3人目の連覇。
- 2012年 - ピイラニハイウェイが2分5秒7のコースレコードで優勝。
- 2021年 - クリンチャーが2分5秒0のコースレコードで優勝。
- 2025年 - この年からナイター開催として実施。

### 歴代優勝馬
| 回数   | 施行日         | 優勝馬             | 性齢     | 所属     | タイム   | 優勝騎手   | 管理調教師 | 馬主                                       |
| ------ | -------------- | ------------------ | -------- | -------- | -------- | ---------- | ---------- | ------------------------------------------ |
| 第1回  | 1973年07月22日 | ヒシムテキ         | 牡3      | 佐賀     | 1:57.2   | 古賀光範   | 徳吉光雄   |                                            |
| 第2回  | 開催中止       | 開催中止           | 開催中止 | 開催中止 | 開催中止 | 開催中止   | 開催中止   | 開催中止                                   |
| 第3回  | 1975年06月15日 | ヤクシライス       | 牝3      | 佐賀     | 2:08.8   | 的場信弘   | 浦川照治   |                                            |
| 第4回  | 開催中止       | 開催中止           | 開催中止 | 開催中止 | 開催中止 | 開催中止   | 開催中止   | 開催中止                                   |
| 第5回  | 1977年06月26日 | ダイイチシンオー   | 牡4      | 佐賀     | 2:06.8   | 九日俊光   | 九日俊     |                                            |
| 第6回  | 1978年06月25日 | スイセンコトブキ   | 牝5      | 佐賀     | 2:07.2   | 東美義     | 山田勇     |                                            |
| 第7回  | 1979年06月24日 | ハーバオール       | 牡5      | 佐賀     | 2:44.1   | 的場信弘   | 浦川照治   |                                            |
| 第8回  | 1980年06月22日 | セダンホーク       | 牝5      | 佐賀     | 2:44.9   | 大垣敏夫   | 草野巧     |                                            |
| 第9回  | 1981年06月21日 | シルクラディカ     | 牡6      | 佐賀     | 2:42.1   | 山下清     | 松田和要武 |                                            |
| 第10回 | 1982年07月04日 | ブルキング         | 牡4      | 佐賀     | 2:47.5   | 鮫島克也   | 鮫島勉     |                                            |
| 第11回 | 1983年06月26日 | シゲノダイヤ       | 牡4      | 佐賀     | 2:44.5   | 河津徳幸   | 徳吉光雄   |                                            |
| 第12回 | 1984年07月15日 | オカノチカラ       | 牡5      | 佐賀     | 2:43.3   | 古川哲也   | 池田及也   |                                            |
| 第13回 | 1985年06月23日 | ハワイダンサー     | 牡6      | 佐賀     | 2:46.5   | 古川哲也   | 下田泰広   |                                            |
| 第14回 | 1986年07月13日 | ウメノファスト     | 牡5      | 佐賀     | 2:43.3   | 鮫島克也   | 北田健三   | 杉本正之                                   |
| 第15回 | 1987年06月21日 | シングルボーイ     | 牡4      | 佐賀     | 2:46.1   | 真島元徳   | 西久保政等 | 的場富子                                   |
| 第16回 | 1988年07月10日 | ホクトドリーマー   | 牡7      | 佐賀     | 2:47.6   | 大垣敏夫   | 山田勇     | 林武次                                     |
| 第17回 | 1989年06月25日 | アグネスビート     | 牡7      | 佐賀     | 2:48.0   | 古川哲也   | 松田和要武 | 吉田光徳                                   |
| 第18回 | 1990年07月01日 | リキマナード       | 牡5      | 佐賀     | 2:44.4   | 吉原正和   | 飯島美智雄 | 吉田光徳                                   |
| 第19回 | 1991年06月30日 | カムイファースト   | 牝6      | 佐賀     | 2:45.1   | 鮫島克也   | 北田健三   | 吉村誠                                     |
| 第20回 | 1992年07月05日 | タイプスワロー     | 牡6      | 笠松     | 2:06.9   | 井上孝彦   | 荒川友司   | 水野俊一                                   |
| 第21回 | 1993年07月04日 | スズタカオー       | 牡6      | 佐賀     | 2:45.4   | 土井道隆   | 谷口祐治   | 下津浦盛幸                                 |
| 第22回 | 1994年07月03日 | サクラミサキオー   | 牡5      | 佐賀     | 2:46.6   | 北村欣也   | 津野正浬   | 木村龍彦                                   |
| 第23回 | 1995年07月02日 | アドマイヤボサツ   | 牡5      | JRA      | 2:07.9   | 芹沢純一   | 橋田満     | 近藤利一                                   |
| 第24回 | 1996年06月30日 | リンデンニシキ     | 牝4      | 佐賀     | 2:10.7   | 川野幸治   | 手島豊     | 林田秋利                                   |
| 第25回 | 1997年06月29日 | グリーンサンダー   | 牡5      | JRA      | 2:10.2   | 幸英明     | 谷潔       | 名古屋競馬（株）                           |
| 第26回 | 1998年07月05日 | コンメンダトーレ   | 牡4      | JRA      | 2:10.0   | 田島信行   | 梅田康雄   | 野田博己                                   |
| 第27回 | 1999年07月20日 | スノーエンデバー   | 牡4      | JRA      | R2:07.7  | 武豊       | 森秀行     | 藤本龍也                                   |
| 第28回 | 2001年02月12日 | ミツアキサイレンス | 牡4      | 笠松     | 2:07.7   | 川原正一   | 粟津豊彦   | 山本光明                                   |
| 第29回 | 2002年02月11日 | ミツアキサイレンス | 牡5      | 笠松     | 2:08.9   | 川原正一   | 粟津豊彦   | 山本光明                                   |
| 第30回 | 2003年02月11日 | エアピエール       | 牡7      | JRA      | 2:10.1   | 武豊       | 田村康仁   | （株）ラッキーフィールド                   |
| 第31回 | 2004年02月11日 | クーリンガー       | 牡5      | JRA      | 2:10.4   | 和田竜二   | 岩元市三   | 林進                                       |
| 第32回 | 2005年02月11日 | マルブツトップ     | 牡5      | JRA      | 2:08.6   | 安藤勝己   | 加用正     | 大沢毅                                     |
| 第33回 | 2006年02月13日 | マイネルボウノット | 牡5      | JRA      | 2:09.1   | 後藤浩輝   | 萩原清     | （株）サラブレッドクラブ・ラフィアン       |
| 第34回 | 2007年02月12日 | サイレントディール | 牡7      | JRA      | R2:07.4  | 武豊       | 池江泰郎   | 金子真人ホールディングス（株）             |
| 第35回 | 2008年02月11日 | チャンストウライ   | 牡5      | 兵庫     | R2:06.8  | 下原理     | 寺嶋正勝   | 組)ジェントルマンホースクラブ              |
| 第36回 | 2009年02月11日 | スマートファルコン | 牡4      | JRA      | 2:07.4   | 岩田康誠   | 小崎憲     | 大川徹                                     |
| 第37回 | 2010年02月11日 | ラッシュストリート | 騸5      | JRA      | 2:07.5   | 武豊       | 岡田稲男   | 前田幸治                                   |
| 第38回 | 2011年02月11日 | メテオロロジスト   | 牡4      | JRA      | R2:06.0  | 武豊       | 池江泰寿   | 金子真人ホールディングス（株）             |
| 第39回 | 2012年02月08日 | ピイラニハイウェイ | 牡7      | JRA      | R2:05.7  | 川田将雅   | 吉田直弘   | 金子真人ホールディングス（株）             |
| 第40回 | 2013年02月11日 | ホッコータルマエ   | 牡4      | JRA      | 2:05.7   | 幸英明     | 西浦勝一   | 矢部幸一                                   |
| 第41回 | 2014年02月13日 | ランフォルセ       | 牡8      | JRA      | 2:09.4   | 戸崎圭太   | 萩原清     | （有）キャロットファーム                   |
| 第42回 | 2015年02月10日 | マイネルクロップ   | 牡5      | JRA      | 2:09.5   | 丹内祐次   | 飯田雄三   | （株）サラブレッドクラブ・ラフィアン       |
| 第43回 | 2016年02月11日 | ストロングサウザー | 牡5      | JRA      | 2:08.1   | 田辺裕信   | 久保田貴士 | 村木篤                                     |
| 第44回 | 2017年02月07日 | ロンドンタウン     | 牡4      | JRA      | 2:06.7   | 川田将雅   | 牧田和弥   | 薪浦亨                                     |
| 第45回 | 2018年02月06日 | ルールソヴァール   | 騸6      | JRA      | 2:07.8   | 幸英明     | 高木登     | （株）ノルマンディーサラブレッドレーシング |
| 第46回 | 2019年02月11日 | ヒラボクラターシュ | 牡4      | JRA      | 2:05.7   | 山本聡哉   | 大久保龍志 | （株）平田牧場                             |
| 第47回 | 2020年02月11日 | ナムラカメタロー   | 牡4      | JRA      | 2:06.7   | 石川裕紀人 | 稲垣幸雄   | 奈村睦弘                                   |
| 第48回 | 2021年02月11日 | クリンチャー       | 牡7      | JRA      | R2:05.0  | 川田将雅   | 宮本博     | 前田幸治                                   |
| 第49回 | 2022年02月08日 | ケイアイパープル   | 牡6      | JRA      | 2:06.6   | 藤岡康太   | 村山明     | （株）ケイアイスタリオン                   |
| 第50回 | 2023年02月09日 | バーデンヴァイラー | 牡5      | JRA      | 2:09.9   | 福永祐一   | 斉藤崇史   | （有）キャロットファーム                   |
| 第51回 | 2024年02月12日 | ノットゥルノ       | 牡5      | JRA      | 2:08.2   | 武豊       | 音無秀孝   | 金子真人ホールディングス（株）             |
| 第52回 | 2025年02月06日 | メイショウフンジン | 牡7      | JRA      | 2:08.7   | 酒井学     | 西園正都   | 松本好雄                                   |

※Rはコースレコードを示す

### 競走結果の出典
- “佐賀記念（Ｊｐｎ３）　歴代優勝馬”.   地方競馬全国協会. 2024年2月16日閲覧。

### 地方馬（地元馬含む）最先着
- 第23回 - ヨシノキング（大井・2着）、スズタカオー（3着）
- 第24回 - リンデンニシキ（1着）
- 第25回 - アメージングレイス（笠松・3着）、キングオブザロード（4着）
- 第26回 - マルブツホープ（愛知・3着）、ビークァイエット（4着）
- 第27回 - ハカタビッグワン（笠松・2着）、ケイウンベスト（6着）
- 第28回 - ミツアキサイレンス（笠松・1着）、キングラシアン（7着）
- 第29回 - ミツアキサイレンス（笠松・1着）、ジョカトーレ（8着）
- 第30回 - ミツアキサイレンス（笠松・3着）、カシノオウサマ（5着）
- 第31回 - オペラキッス（2着）
- 第32回 - オペラキッス（4着）
- 第33回 - オンユアマーク（3着）
- 第34回 - キングスゾーン（愛知・3着）、タイキシリウス（5着）
- 第35回 - チャンストウライ（兵庫・1着）、ザオリンポスマン（4着）
- 第36回 - チャンストウライ（兵庫・5着）、ワンパクメロ（6着）
- 第37回 - カラテチョップ（兵庫・4着）、エフケーフィル（6着）
- 第38回 - マルヨフェニックス（笠松・4着）、マンオブパーサー（8着）
- 第39回 - オオエライジン（兵庫・5着）、レイズミーアップ（8着）
- 第40回 - グランシュヴァリエ（高知・5着）、デュナメス（7着）
- 第41回 - オオエライジン（兵庫・4着）、デュナメス（8着）
- 第42回 - リワードレブロン（高知・6着）、コパノエクスプレス（8着）
- 第43回 - キョウワカイザー（6着）
- 第44回 - カツゲキキトキト（愛知・4着）、キョウワカイザー（5着）
- 第45回 - キクノソル（兵庫・4着）、デリッツァリモーネ（7着）
- 第46回 - グレイトパール（4着）
- 第47回 - グレイトパール（6着）
- 第48回 - メイプルブラザー（兵庫・6着）、グレイトパール（7着）
- 第49回 - グレイトパール（4着）
- 第50回 - ラッキードリーム（6着）
- 第51回 - ファルコンウィング（愛知・5着）、タガノファジョーロ（6着）